# Острова Скотт-Гансена
Острова Скотт-Гансена — группа из трёх небольших островов, покрытых тундровой растительностью. Она расположена в Карском море, примерно в 20 км от оконечности полуострова Михайлова Таймыра. Относится к Таймырскому району Красноярского края.
Западный остров больше, чем два других, но все равно он составляет лишь около 3 км в длину. Отдельные острова не имеют отдельных имён на картах и, таким образом, их обычно называют группой. Море, окружающие эти острова, покрыта льдом с некоторыми полыньями в течение всей зимы. Довольно много льдин в окружающей акватории даже в летнее время.
Острова Скотт-Гансена являются частью Большого Арктического Заповедника, крупнейшего заповедника России, точнее его участка «Острова Карского моря».

Ялмар Йохансен ассистирует Скотт-Хансену при навигационной обсервации на борту «Фрама»

Острова были названы в честь Сигурда Скотт-Хансена, норвежца, лейтенанта военно-морского флота. Он отвечал за астрономические и метеорологические наблюдения в течение полярной экспедиции Фритьофа Нансена 1893 года на Фраме. На большинстве карт эти острова называются острова Скотт-Гансена. Это связано с особенностями русской орфографии.